# Manicure

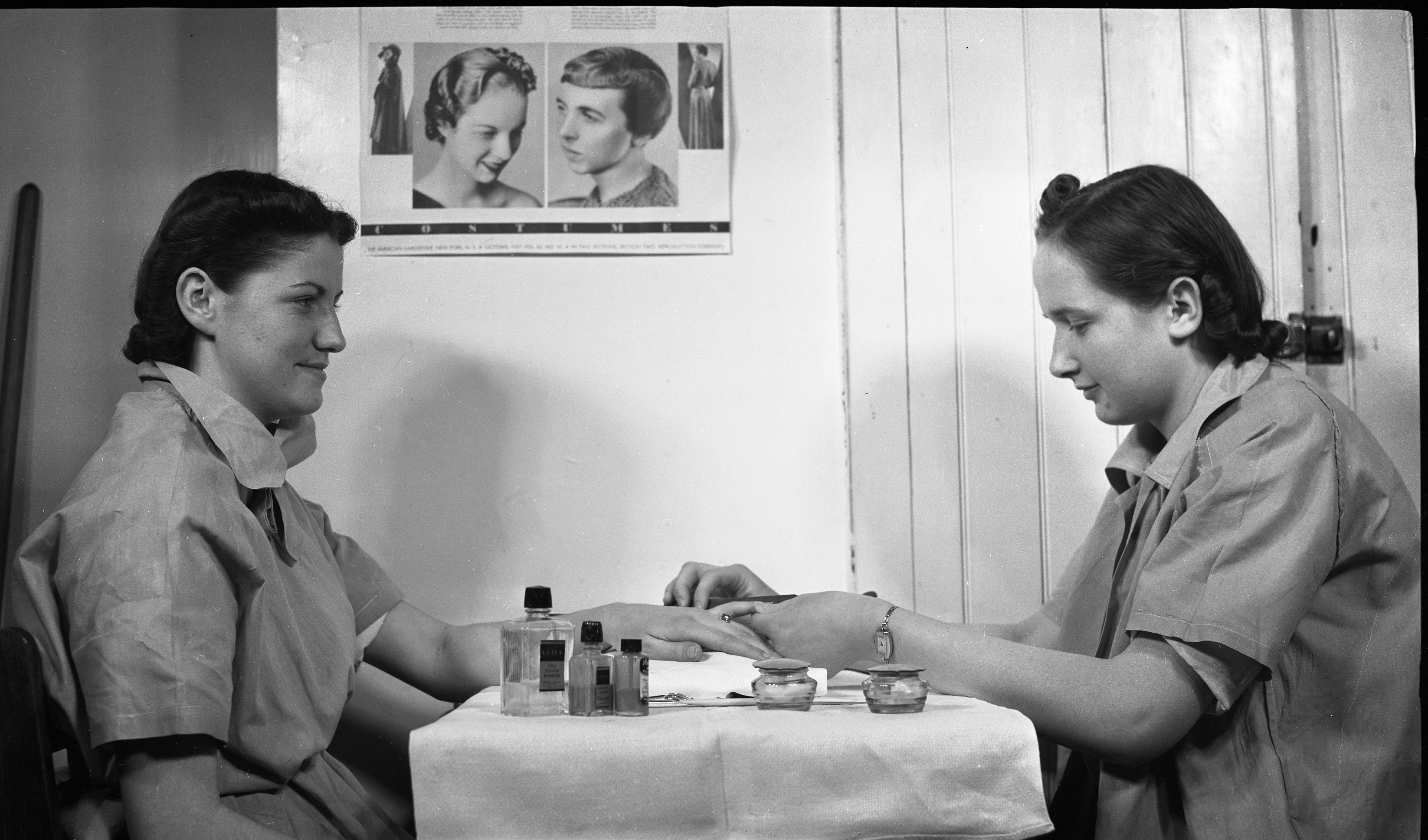
Una ragazza intenta a compiere un trattamento di manicure a un'altra donna (anni 1930)

La manicure (lett. "cura delle mani") è l'insieme di azioni mirate alla cura e l'abbellimento delle mani. I trattamenti inerenti alla manicure comprendono l'applicazione di decorazioni per unghie, come, ad esempio, smalti e unghie finte e la rimozione delle impurità della pelle delle mani. La figura professionale che si occupa di ciò prende il nome di manicurista.

## Storia
Sebbene in forme primordiali, la manicure si sviluppò nell'antichità in India, Mesopotamia, Cina e Antico Egitto. La prima forma di manicure più simile a quella di oggi venne però inventata durante l'antica Roma, quando le donne immergevano curavano le loro mani immergendole in oli essenziali e infusi profumati. Dopo un periodo buio perdurato durante il Medioevo, si assistette a una rinascita della manicure durante il Rinascimento.
Gli odierni cosmetici finalizzati alla manicure risalgono al primo Novecento. Nel 1911, Northam Warren, creatore del marchio Cutex, inventò lo smalto per unghie odierno; le prime unghie finte vennero invece lanciate da Maxwell Lappo.